# Tapiz gótico representando a reina rodeada de cortesanos
El tapiz gótico anónimo representando a reina rodeada de cortesanos, sito en Pizarra (Málaga), procedía según diversas fuentes documentales de la Catedral de Reims, muy vinculada a la corte de Borgoña, que atrajo durante el siglo XV a numerosos artistas procedentes de Flandes, pasando posteriormente a la Catedral de Sigüenza y finalmente formando parte de una colección particular, tras ser adquirido en Bruselas.
Este tapiz representa un magnífico documento para conocer el arte cortesano de los siglos XV y XVI, resultando ser un testimonio excepcional de las antiguas decoraciones, que tanto la Iglesia como la nobleza utilizaban para cubrir y amueblar los fríos y grandes muros de sus dependencias, cuya exhibición permitía la manifestación política del poder, además de su relevancia por ser un indicador en el cambio de gusto, cuando la clientela eclesiástica y principesca abandonó los tejidos orientales que tanto éxito habían tenido durante la Edad Media por la tapicería de «lizo alto», alcanzando los talleres flamencos las máximas cotas de calidad y ejecución técnica, como refleja ejemplarmente este tapiz.
La historia de dicha pieza es de gran singularidad y difícil reconstrucción, fundamentalmente por la movilidad que ha tenido en su dilatada trayectoria, pasando por diferentes sedes.
Toda la escena gira en torno al personaje central de una reina y sus cortesanos, donde la narrativa de los personajes se acompañan de inscripciones bordadas que ayudan a identificarlos, vislumbrando el gusto que define el arte prehumanístico, como se refleja en el preciosismo por los detalles, la viveza del colorido, las incorrecciones en la perspectiva y la intensidad de las expresiones exageradas de cada uno de los personajes, algo característico del gótico, estableciendo un discurso de gran dinamismo, permitiendo conocer aspectos de una sociedad, y por tanto de una época, constituyendo un documento de singular excepción.

## Descripción
La composición del tapiz queda dividida en dos secciones, claramente diferenciadas, vertebrándose sobre las arquitecturas del palacio y acompasada por la presencia de dos columnas abalaustradas con incrustaciones de piedras preciosas. La obra presenta una gran maestría técnica en su elaboración, apreciándose tanto en el tratamiento que el artista aplica en las solerías de ambas estancias del palacio representadas en el tapiz, como en la separación y colorido de las inscripciones superiores.
La parte central del tapiz está ocupada por una figura femenina rodeada de su séquito, la cual se encuentra en un palacio de estilo gótico con estructura porticada ampliamente abierta al resto de cortesanos que asisten a su estancia. Esta figura está sentada bajo dosel, tocada con diadema, vestida con traje de brocado, manto de armiño y sujetando en la mano izquierda un cetro con la flor de lis, pudiendo tratarse de un personaje de la realeza o nobleza relacionado con algún pasaje de la historia de Francia. En el ángulo superior izquierdo, una ventana ofrece las vistas de un frondoso paisaje que da a una aldea, situándose en la parte inferior unos lanceros o guardias del trono que caminan hacia el exterior de la composición en actitud de cumplir un mandato. A la derecha de esta escena unos soldados aguardan instrucciones y, en un plano inferior, tres soldados o caballeros parecen esperar instrucciones, donde dos perros retozan entre las piernas de uno de ellos.
En la segunda escena del tapiz, ubicada en la parte derecha, se desarrolla una llamativa batalla, en donde dos soldados luchan violentamente y otros dos son apresados y conducidos fuera de palacio, siendo contemplada dicha escena por un grupo de personajes a través de una puerta que se abre. En la zona inferior una escena sobrecogedora nos muestra a un personaje palatino que se precipita hacia el suelo, mientras otro se desvanece sobre éste, herido de muerte. En el ángulo inferior derecho se desarrolla otra escena de gran dramatismo, protagonizada por una dama degollada que se desploma ante otro cuerpo femenino descoyuntado que se dispone a los pies. Finalmente, en la parte superior del tapiz, dos cartelas encierran largas inscripciones con letras góticas en marrón sobre fondo beige en el lado izquierdo, y beige sobre fondo rojo en el lado derecho, dispuestas en dos líneas horizontales, recorriendo todo el contorno del paño una orla con motivos geométricos.
La composición resulta armónica aunque tiende al desorden, al abigarramiento de los personajes y al hórror vacui, utilizándose el contrapicado como perspectiva, lo que supone que las verticales de la composición se acentúen y que las figuras queden desproporcionadas, elemento característico del estilo gótico.
La gama cromática empleada es limitada, utilizando gamas frías y calientes, lo cual produce interesantes contrastes y aporta intensidad a las diferentes escenas, consiguiendo la profundidad a través de la gradación tonal.